# Issaak Brodski
Issaak Izràilevitx Brodski (rus:Исаак Израилевич Бродский) (6 de gener de 1884 - 14 d'agost de 1939) va ser un pintor soviètic, organitzador de l'educació artística. És un dels principals representants de l'escola realista de pintura a la Unió Soviètica a la dècada de 1930, sent conegut principalment pels seus retrats icònics de Lenin i les seves pintures idealitzades dedicades a la Guerra Civil Russa i a la Revolució Bolxevic.

## Biografia
Brodski va néixer al llogaret de Sofiievka, a la gubèrnia de la Taurida (Ucraïna), en el si d'una família jueva de comerciants i terratinents. Estudià a l'Acadèmia d'Art d'Odessa entre 1896 i 1902 i a l'Acadèmia Imperial de les Arts de Sant Petersburg entre 1902 i 1908. El 1916 s'uní a la Societat Jueva per la Promoció de les Arts. Va donar classes a l'Institut d'Art, Arquitectura i Escultura entre 1932 i 1939, exercint també com a director entre 1932 i 1932. El 1934 es convertí en director de l'Acadèmia Russa de les Arts. Entre els seus alumnes estan els coneguts pintors soviètics Nikolai Timkov, Alexandr Laktionov, Iuri Neprintsev, Piotr Belousov, Piots Vasiliev o Mikaïl Kozell Va ser nomenat Artista Honorífic de la RSFS de Rússia, a més de ser membre del Sindicat d'Artistes Russos. Va ser el primer pintor a ser condecorat amb l'orde de Lenin.
Brodski tenia una bona relació amb molts dels principals pintors russos de l'època, incloent el seu mentor, Ilià Repin. Va ser un àvid col·leccionista d'art que donà nombroses pintures destacades a museus de la seva Ucraïna natal, a més d'altres museus d'altres llocs. La seva destacada col·lecció incloïa importants obres de Repin, Vasili Surikov, Valentí Serov, Isaak Levitan, Mikhaïl Vrubel i Borís Kustòdiev. Després de la seva mort, l'apartament on havia viscut entre 1924 i 1939 a Leningrad va ser declarat museu nacional. Va ser enterrat a Literatorskie Mostki, i les seves memòries van ser publicades pòstumament. Actualment se segueix exhibint la seva col·lecció d'art.

## Obra
Brodski pintà retrats i paisatges evocats per l'estil poètic del simbolisme i de l'art nouveau, com ara Dia gris, pintat el 1909 i exhibit al Museu Estatal Rus, o Retrat amb una filla, pintat el 1911 i exhibit al memorial del seu apartament. Va ser un seguidor del realisme socialista durant el període soviètic, pintant grans retrats i pintures històrico-revolucionàries dels líders del govern, àmpliament emprades per a finalitats propagandístiques, com Lenin davant del Kremlin, V.I. Lenin dirigint-se als treballadors de la planta Putilov, o  V.I. Lenin a Smolni, pintades respectivament el 1924, 1929 i 1930 i exhibides al Museu Estatal Rus de Moscou. El 1937 retratà a Stalin, obra exhibida al Museu Estatal Rus K.E. Voroixilov Skiing.

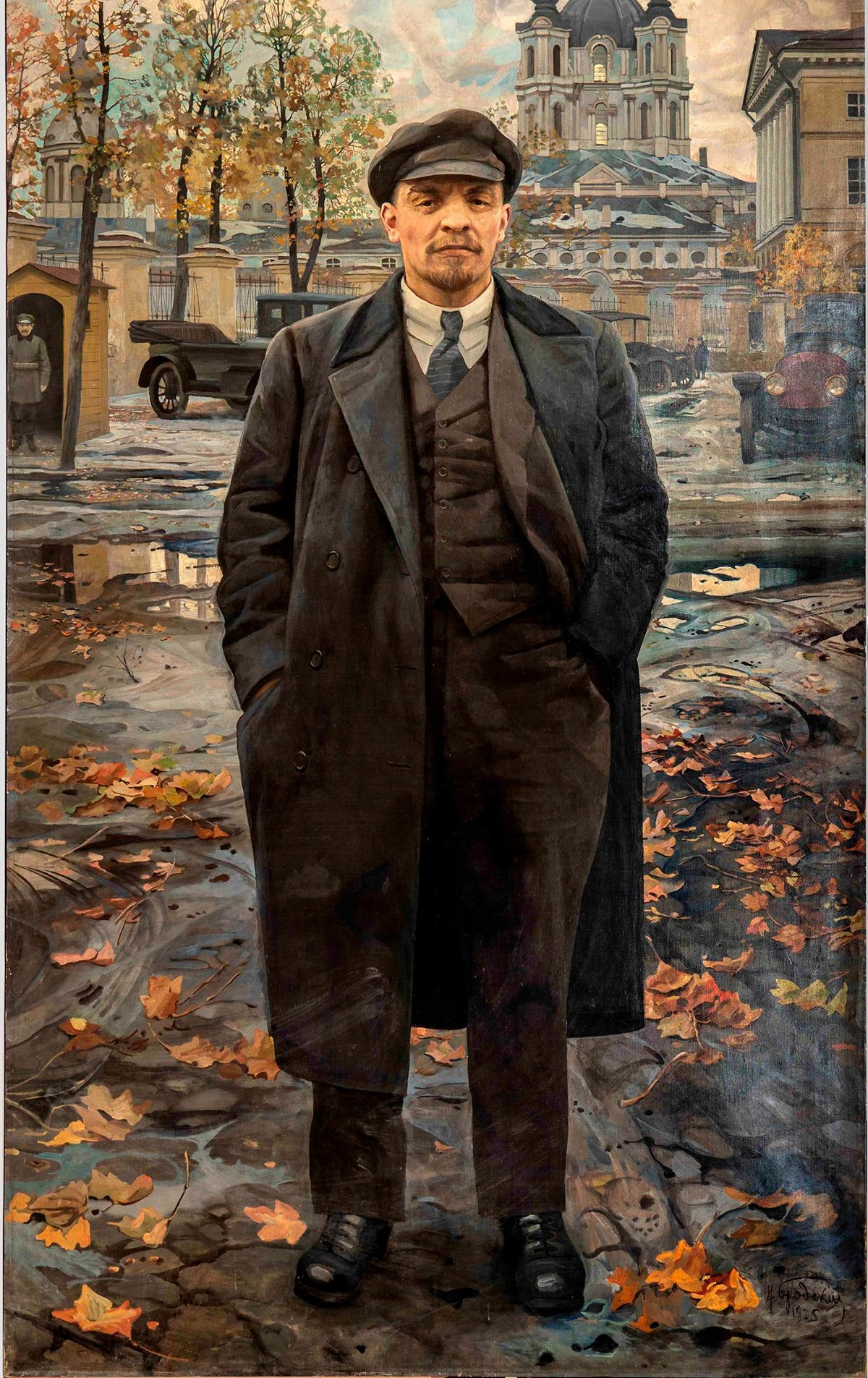
Vladimir Ilitx Lenin (anterior a 1925)
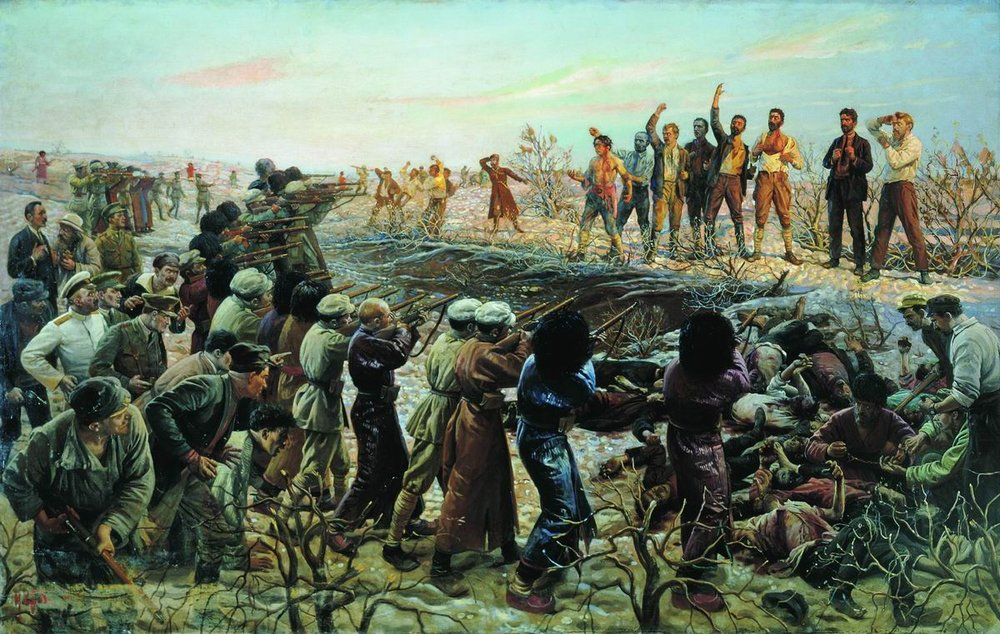
L'execució dels 26 comissaris de Bakú (1925)
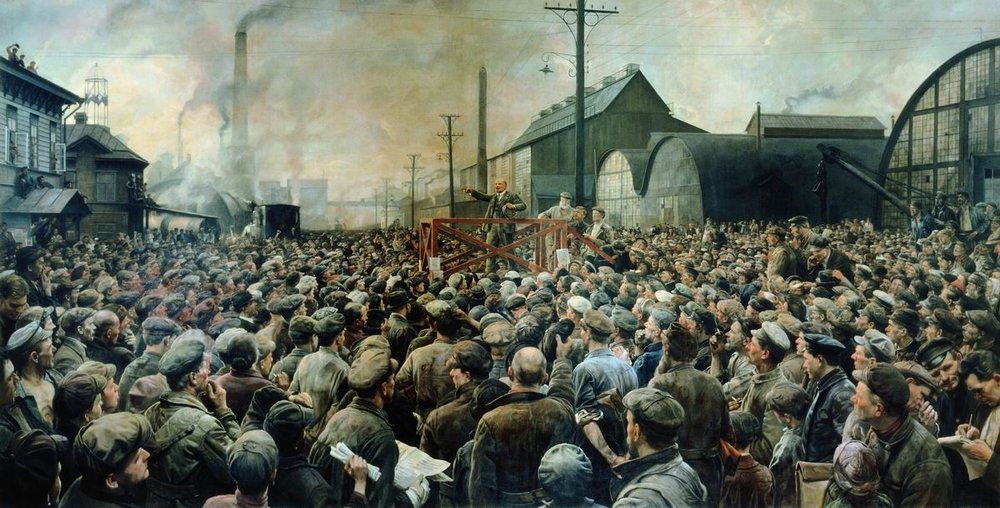
Lenin dirigint-se als treballadors de la planta Putilov al maig de 1917 (1929)
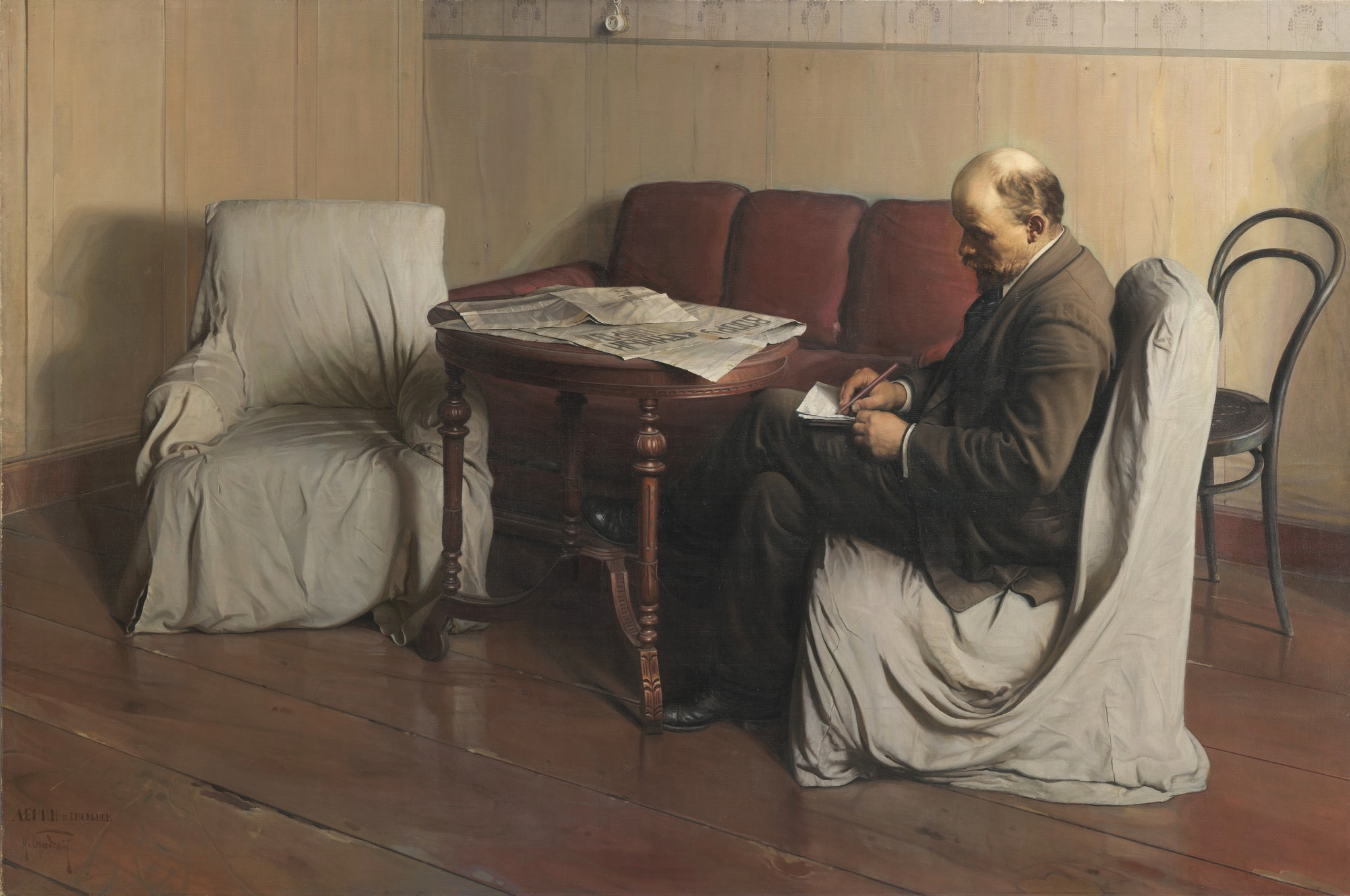
Lenin a Smolniy el 1917 (1930)